# 上官吉庆
上官吉庆（1963年3月—），男，汉族，陕西乾县人，中华人民共和国政治人物。中共中央党校经济管理专业函授本科毕业，西北大学行政管理学硕士，高级会计师。曾经担任中共宝鸡市委书记，中共西安市委副书记、市政府市长。

## 生平
1980年7月，中等专科学校毕业。1980年8月参加工作，任职于三原县西阳镇政府，开启从政之路。1982年4月加入中国共产党。上官吉庆由政府最基层单位做起，在咸阳市多个县、局任职；历任西阳镇政府办事员，三原县财政局干事、副局长、局长；旬邑县副县长、县长；彬县县长、县委书记；期间，完成中共中央党校经济管理专业函授本科学习。2002年，上官吉庆出任咸阳市财政局局长；并于当年5月召开的中共陕西省第十届委员会第一次会议上，当选省委候补委员；2004年6月，升任咸阳市副市长。
2004年11月，上官吉庆调任陕西省财政厅副厅长、党组成员；其间，参加国家行政学院为期三个月的任职培训班（第十期）。2008年9月，调宝鸡市工作；历任中共宝鸡市委常委、常务副市长，市委副书记、代市长、市长；2013年12月，出任中共宝鸡市委书记，还曾兼任宝鸡市人大主任。
2015年10月，任中共西安市委副书记、市政府副市长。2016年1月，任中共西安市委副书记、市政府代理市长，次月任市长。2018年2月24日，当选为第十三届全国人大代表。
2018年11月，不再担任中共西安市委副书记、市政府市长。
2018年11月5日，西安市第十六届人民代表大会常务委员会第十六次会议正式接受上官吉庆辞去西安市人民政府市长职务的请求。9日，西安市莲湖区第十八届人大常委会第十八次会议决定，接受上官吉庆辞去西安市第十六届人大代表职务。18日，中共西安市委第七次全会决定终止上官吉庆的西安市党代表资格。

### 处分
2018年11月2日，西安市委官方网站“市委常委”栏目更新后显示，西安市委副书记、市长上官吉庆个人信息从市委官网撤下，显示其已经不再担任西安市委常委、副书记职务。在西安市政府官网“市长之窗”栏目中，上官吉庆的个人信息也于稍晚时候撤下，显示其已经不再担任市长职务。
2018年10月29日，中共中央政治局常委会会议审议了中央纪委《关于给予上官吉庆同志留党察看二年行政撤职处分的请示》，决定给予上官吉庆同志留党察看二年处分，由国家监委给予其行政撤职处分，降为副厅级非领导职务。免去其中共陕西省委委员职务，终止其陕西省十三次党代会和西安市十三次党代会代表资格，按程序免去其第十三届全国人大代表、陕西省第十三届人大代表和西安市第十六届人大代表职务，收缴其违纪违法所得。2019年1月9日，在中国中央电视台综合频道播出的专题片《一抓到底正风纪》中，公开了上官吉庆被给予留党察看两年处分，降为副厅级非领导职务处分的消息。
2023年11月6日，中华人民共和国财政部通报2022年以来查处的8起地方政府隐性债务问责典型案例，其中一则案例为陕西省西安市通过国有企业举债融资新增隐性债务问题。通报说，2019年8月至2020年12月，依据西安市政府专项问题会议决定，西安国际会议中心等项目建设资金由市、区两级财政承担。西安世园投资（集团）有限公司以西安国际会展中心展览馆等3个项目建设的名义向交通银行股份有限公司陕西省分行等5家银行贷款70亿元，截至2021年6月末，项目实际提款61.5亿元，其中26亿元用于西安国际会议中心项目建设支出，形成新增隐性债务26亿元。通报披露了问题处理结果，其中提到“对时任西安市市长上官某某给予党内警告处分”。而时任西安市市长“上官某某”即为上官吉庆。